# 相生站 (兵庫縣)
相生站（日语：〔〕／〔〕 Aioi eki */?）是位於日本兵庫縣相生市的西日本旅客鐵道（JR西日本）鐵路車站。

## 通過路線
此站是山陽新幹線與此站的所屬線在來線山陽本線，以及以此站為起點的赤穗線，合計3條路線停靠。截至2019年3月，赤穗線與山陽本線姬路方向運用一體化，所有列車直通同一方向，日間的山陽本線上郡方向開抵的列車會在此站折返。
山陽本線姬路方向至赤穗線的播州赤穗站為止，都在ICOCA使用範圍（近畿圈範圍）內，曾經山陽本線上郡方向不在使用範圍內（山陽新幹線可啟用EX-IC）。ICOCA的岡山、廣島、山陰、香川地域（山陽本線和氣、赤穗線長船、山陰本線伯耆大山以西）為止地乘車時也不可使用IC卡。但是由2018年9月15日起，上述場合皆可使用。

## 車站構造

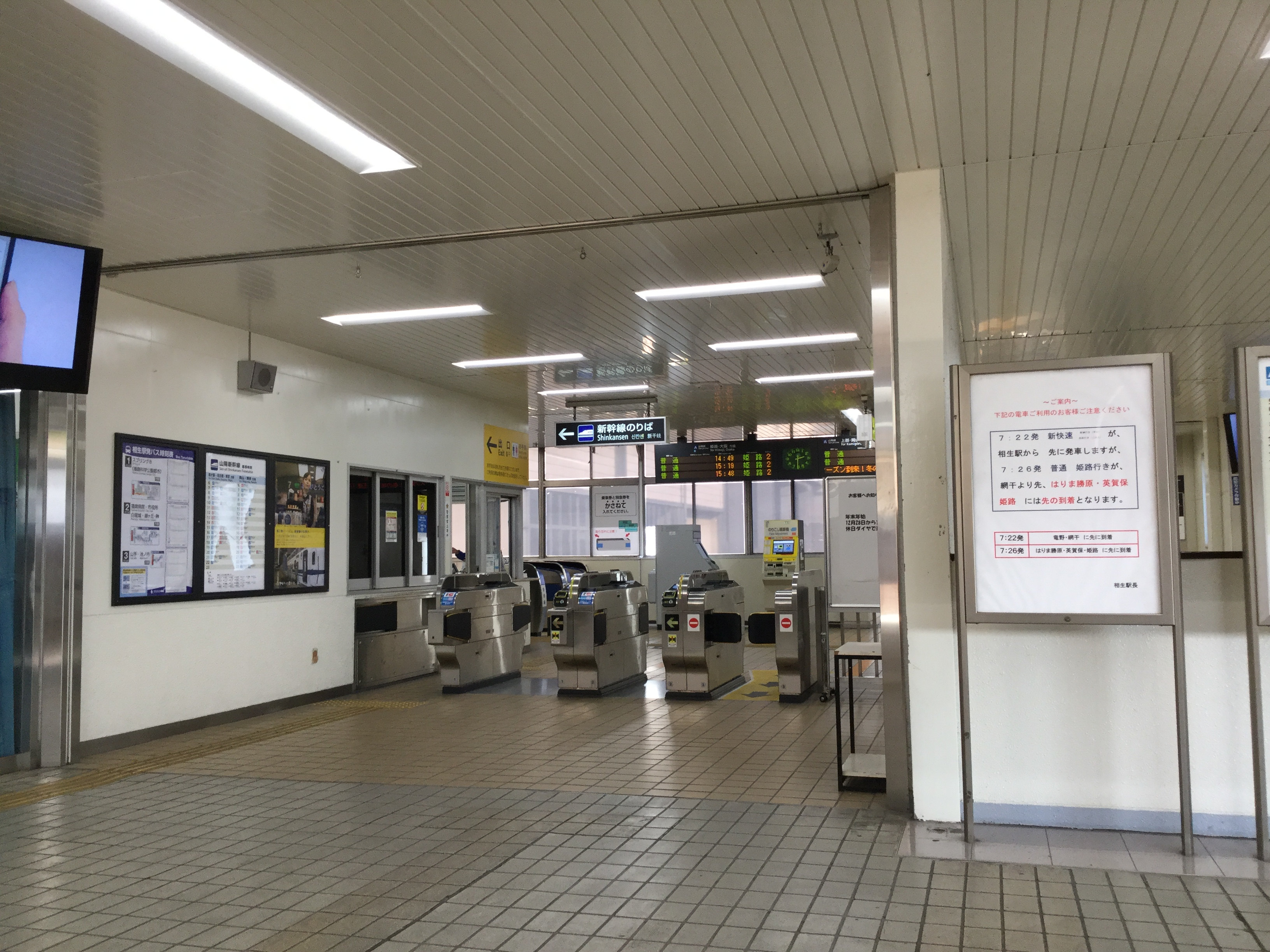
閘口(2020年1月)

1樓為在來線用地面月台，2樓為閘機、大堂，3樓為新幹線用高架月台。只限在来線使用跨站式站房。

### 在來線月台
對應12節編組的側式月台1面1線與島式月台1面2線，合計2面3線的地面車站，設有跨站式站房。
| 月台 | 路線     | 方向   | 目的地                       | 備註                         |
| ---- | -------- | ------ | ---------------------------- | ---------------------------- |
| 1    | 山陽本線 | 下行   | （只限特急、貨物列車的通過） | （只限特急、貨物列車的通過） |
| 2    | 山陽本線 | 上行   | 姬路、大阪方向               | 赤穗線起的直通               |
| 2    | 赤穗線   | 赤穗線 | 往播州赤穗                   | 往播州赤穗                   |
| 3    | 山陽本線 | 下行   | 上郡、岡山方向               | 此站折返                     |

| 月台 | 路線     | 方向   | 目的地         | 備註              |
| ---- | -------- | ------ | -------------- | ----------------- |
| 1    | 山陽本線 | 下行   | 上郡、岡山方向 | 此站始發於2號月台 |
| 1    | 赤穗線   | 赤穗線 | 往播州赤穗     | 一部分2號月台     |
| 2、3 | 山陽本線 | 上行   | 姬路、大阪方向 | 姬路、大阪方向    |

### 新幹線月台
對向式2面2線的高架月台，中間設有通過專用線2條。
| 月台 | 路線       | 方向 | 目的地           |
| ---- | ---------- | ---- | ---------------- |
| 11   | 山陽新幹線 | 下行 | 岡山、博多方向   |
| 12   | 山陽新幹線 | 上行 | 新大阪、東京方向 |

## 使用情況
根據「兵庫縣統計書」，2018年（平成30年）度1日平均上車人次為4,540人。
近年的1日平均上車人次如下表。
| 年度               | 1日平均 上車人次 |
| ------------------ | ---------------- |
| 1995年（平成07年） | 5,906            |
| 1996年（平成08年） | 5,810            |
| 1997年（平成09年） | 5,576            |
| 1998年（平成10年） | 5,398            |
| 1999年（平成11年） | 5,184            |
| 2000年（平成12年） | 4,984            |
| 2001年（平成13年） | 4,813            |
| 2002年（平成14年） | 4,631            |
| 2003年（平成15年） | 4,554            |
| 2004年（平成16年） | 4,548            |
| 2005年（平成17年） | 4,523            |
| 2006年（平成18年） | 4,544            |
| 2007年（平成19年） | 4,561            |
| 2008年（平成20年） | 4,639            |
| 2009年（平成21年） | 4,485            |
| 2010年（平成22年） | 4,436            |
| 2011年（平成23年） | 4,423            |
| 2012年（平成24年） | 4,486            |
| 2013年（平成25年） | 4,633            |
| 2014年（平成26年） | 4,476            |
| 2015年（平成27年） | 4,619            |
| 2016年（平成28年） | 4,566            |
| 2017年（平成29年） | 4,599            |
| 2018年（平成30年） | 4,540            |

## 車站周邊
相生車站位在一個山谷地形內，站前圓環位於車站南側，圓環周邊與車站東北方向住宅與商店密集，但因地形限制之故整體面積並不大。
- 國道2號
- 相生市役所（市政府）
- 東橫Inn相生新幹線口分店
- 相生車站（相生ステーションホテル）
- 相生市民醫院（日语：相生市民病院）
- 相生郵局（日语：相生郵便局）

## 歷史
- 1890年7月10日 開業。當時名叫那波（なば）站。
- 1942年 車站名改為相生站。
- 1972年3月15日 山陽新幹線開業。
- 1987年 國鐵分割民營化，成為西日本旅客鐵道車站。
- 2005年2月23日 山陽新幹線導入自動驗票閘門。

## 其他
在日本全國所有的鐵路車站中，如果依照五十音排序，本站是所有車站中排序第一的一座。除了本站外，在岐阜縣尚有一座發音用字皆相同的同名車站，與日語發音同音但用字不同的相老站。
另外，新幹線在此設車站的理由，只是由於姬路至岡山間的站間距離達75公里，必須中途設待避設備。

## 相鄰車站
西日本旅客鐵道
山陽新幹線
姬路－相生－岡山
 山陽本線
■新快速、■普通（普通列車於西明石站起為快速）
龍野－相生－有年
 赤穗線
■新快速、■普通（赤穗線內所有列車各站停車）
（龍野－）相生－西相生

## 外部連結
- 相生｜車站資訊：JR出門網 - 西日本旅客鐵道

34°49′5″N 134°28′26″E / 34.81806°N 134.47389°E